# Toshihide Matsui
Toshihide Matsui (japanisch 松井 俊英 Matsui Toshihide; * 19. April 1978 in Kashiwa, Chiba) ist ein japanischer Tennisspieler.

## Leben und Karriere
Aus Kita-ku, Osaka stammend, besuchte er die private Shōin-Oberschule in Yachiyo in der Präfektur Chiba. Mit 16 Jahren ging er nach Toronto und ging dort zur Schule. Anschließend besuchte er die Brigham Young University–Hawaii.
Toshihide Matsui spielt hauptsächlich auf der ATP Challenger Tour und der ITF Future Tour. Er feierte bislang einen Einzel- und zwei Doppelsiege auf der Future Tour. Auf der Challenger Tour gewann er im Doppel zehn Turniere. Zum 24. April 2006 durchbrach er erstmals die Top 300 der Weltrangliste im Einzel und seine höchste Platzierung war ein 261. Rang im Juni 2006.
2006 spielte Toshihide Matsui erstmals für die japanische Davis-Cup-Mannschaft. Bis heute kam er in insgesamt drei Begegnungen zum Einsatz, in denen er seine beiden Einzelpartien und zwei seiner drei Doppelpartien gewann.

## Erfolge
| Legende (Anzahl der Siege)  |
| Grand Slam                  |
| ATP World Tour Finals       |
| ATP World Tour Masters 1000 |
| ATP World Tour 500          |
| ATP World Tour 250          |
| ATP Challenger Tour (10)    |

### Doppel

#### Turniersiege
| Nr. | Datum              | Turnier   | Belag         | Partner           | Finalgegner                             | Ergebnis           |
| --- | ------------------ | --------- | ------------- | ----------------- | --------------------------------------- | ------------------ |
| 1.  | 14. Juni 2003      | Busan     | Hard          | Michihisa Onoda   | Baek Seung-bok Park Seung-kyu           | 6:1, 6:3           |
| 2.  | 23. Mai 2010       | Fargʻona  | Hard          | Brendan Evans     | Gong Maoxin Li Zhe                      | 3:6, 6:3, [10:8]   |
| 3.  | 5. Januar 2013     | Nouméa    | Hartplatz     | Sam Groth         | Jose Statham Artem Sitak                | 7:66, 1:6, [10:4]  |
| 4.  | 14. Juli 2013      | Peking    | Hartplatz     | Danai Udomchoke   | Gong Maoxin Zhang Ze                    | 4:6, 7:66, [10:8]  |
| 5.  | 22. November 2014  | Toyota    | Teppich (i)   | Yasutaka Uchiyama | Bumpei Satō Yang Tsung-hua              | 7:66, 6:2          |
| 6.  | 22. Juli 2017      | Astana    | Hartplatz     | Vishnu Vardhan    | Jewgeni Karlowski Jewgeni Tjurnew       | 7:63, 6:75, [10:7] |
| 7.  | 16. September 2017 | Shanghai  | Hartplatz     | Yi Chu-huan       | Bradley Klahn Peter Polansky            | 7:61, 4:6, [10:5]  |
| 8.  | 6. Mai 2018        | Seoul     | Hartplatz     | Frederik Nielsen  | Chen Ti Yi Chu-huan                     | 6:4, 7:63          |
| 9.  | 10. November 2018  | Knoxville | Hartplatz (i) | Frederik Nielsen  | Hunter Reese Tennys Sandgren            | 7:66, 7:5          |
| 10. | 5. August 2023     | Porto     | Hartplatz     | Kaito Uesugi      | Rithvik Choudary Bollipalli Arjun Kadhe | 6:75, 6:3, [10:5]  |